# IC 3644
IC 3644 је спирална галаксија у сазвјежђу Береникина коса која се налази на листи објеката дубоког неба у Индекс каталогу.
Деклинација објекта је + 26° 30' 17" а ректасцензија 12h 40m 36,1s. Привидна величина (магнитуда) објекта IC 3644 износи 14,9 а фотографска магнитуда 15,7. IC 3644 је још познат и под ознакама MCG 5-30-52, KUG 1238+267A, PGC 42479.